# Anna, Illinois
Anna là một thành phố thuộc quận Union, tiểu bang Illinois, Hoa Kỳ. Năm 2010, dân số của thành phố này là 4442 người.

## Dân số
Dân số qua các năm:
- Năm 2000: 5136 người.
- Năm 2010: 4442 người.